# Ingrid Kavelaars
Ingrid Kavelaars est une actrice canadienne, née le 20 mars 1971 à London, en Ontario (Canada).

## Biographie
Kavelaars est née à London, Ontario. Sa mère, Anne, était une femme au foyer et son père, John, était un fermier. Ingrid et sa sœur jumelle Monique sont le plus jeune de cinq enfants.
En 1987, quand Kavelaars avait 15 ans, elle a été nommée Miss Teen London (Ontario), et la même année, elle est devenue la deuxième finaliste de Miss Teen Canada.

À l’âge de 18 ans, elle part à New York pour étudier à l'American Musical and Dramatic Academy. Après avoir joué au théâtre à New York, elle a déménagé d'abord à Toronto, où elle est apparue dans des publicités, puis à Vancouver, en Colombie-Britannique, où elle a commencé à travailler dans des séries télévisées.

## Filmographie
- 1997 : MillenniuM (série télévisée) : Sally Dumont (1 épisode)
- 2000 : Code Eternity (série télévisée) : Dr. Laura Keating (26 épisodes)
- 2002-2004 : Jeremiah (série télévisée) : Erin (17 épisodes)
- 2004 : Stargate SG-1 (série télévisée) : Major Erin Gant (3 épisodes)
- 2004 : Intern Academy
- 2007 : ReGenesis (série télévisée) : Joanna (3 épisodes)
- 2006-2007 : Whistler (série télévisée) : Jen McKaye (22 épisodes)
- 2009 : Murdoch Mystery (série télévisée), saison 2, épisode 9
- 2012 : XIII : La Série, saison 2 : Harriet Traymore